# Piratas de Quebradillas
O Piratas de Quebradillas é um clube profissional de basquetebol situada na cidade de Quebradillas, Porto Rico que disputa atualmente a BSN. Manda seus jogos no Coliseu Raymond Dalmau com capacidade para 8.000 espectadores.

## Títulos

### Baloncesto Superior Nacional
- Campeão (6x):1970, 1977, 1978, 1979 e 2017
  - Finalista (11x):1937, 1972, 1973, 1975, 1976, 1980, 1982, 1999, 2000, 2009 e 2011